# Cnemidophorus sonorae
Cnemidophorus sonorae är en ödleart som beskrevs av  Lowe och WRIGHT 1964. Cnemidophorus sonorae ingår i släktet Cnemidophorus och familjen tejuödlor. IUCN kategoriserar arten globalt som livskraftig. Inga underarter finns listade i Catalogue of Life.